# Constantin Giurescu
Constantin Giurescu (n. 1875, Chiojdu, Buzău, România – d. 1919, București, România) a fost un istoric și conferențiar de istoria modernă a românilor la Facultatea de Litere, Universitatea din București, membru titular al Academiei Române.

## Biografia
Constantin Giurescu s-a născut, conform actului de naștere eliberat de primăria comunei, pe 10 august 1875 în satul Chiojd, județul Buzău. Clasele primare le-a făcut în satul natal. A urmat Liceul „Sfinții Petru și Pavel” din Ploiești. A absolvit „Facultatea de litere” a Universității din București, unde este licențiat în licențiat în filozofie și litere, în iulie 1898. În același an este profesor suplinitor de istorie la Liceul „Unirea" din Focșani, unde a rămâne până în 1902. Între anii 1902 - 1903 este director la liceul "Al. Hâjdeu" din Buzău. A studiat la Viena cursuri de specialitate și a cercetat arhivele „Ministerului de Război” și pe cele ale „Curții" și „Statului". La revenirea în țară a fost transferat în anul 1906, la gimnaziul „Cantemir Vodă” din București. A fost Șef al Serviciului Arhivelor din Ministerul de Externe, 1908, Doctor în litere, București, în 1909, membru corespondent al Academiei Române, în 1909, conferențiar la Facultatea de litere, București, în 1912, membru titular al Academiei Române, în 1914;, secretar General al Ministerului de Instrucție, 1918, Rector al Seminarului Normal Superior din București, în 1919,  Director al serviciului Arhivelor din Ministerul de Externe, în 1919.
Constantin Giurescu a fost căsătorit cu Elena Giurescu și au avut împreună trei copii, Constantin, Elena-Lelia (n. 1910)

## Opera
- Contribuțiuni la studiul cronicilor muntene, (1906)
- Contribuțiuni la studiul cronicilor moldovene, (1907)
- Documente și regeste privitoare la Constantin Brâncoveanu (împreună cu N. Dobrescu);, (1907),
- Capitulațiile Moldovei cu Poarta otomană, (1908)
- Oltenia sub austrieci. Documente, (1909)
- O carte despre politica externă a lui Rareș, (1910)
- Tratatul lui Constantin Cantemir cu austriecii, (1913)
- Letopisețul țării Moldovei de la Istratie Dabija până la domnia a doua a lui Antioh Cantemir, (1913)
- Izvoadele lui Tudosie Dubău, Miron Logofăt, și Vasile Demian, (1914)
- Vechimea rumâniei în Țara Românească și legătura lui Mihai Viteazul, (1915)
- Despre rumâni, (1916)
- Letopisetul Tarii Moldovei pana la Aron Voda (1359 - 1595) intocmit dupa Grigore Ureche Vornicul, Istratie Logofatul si altii, de Simion Dascalul (1916)
- Despre boieri, (1920)
- Pseudocronicarii - Enache Kogălniceanu